# Leon Ulrich

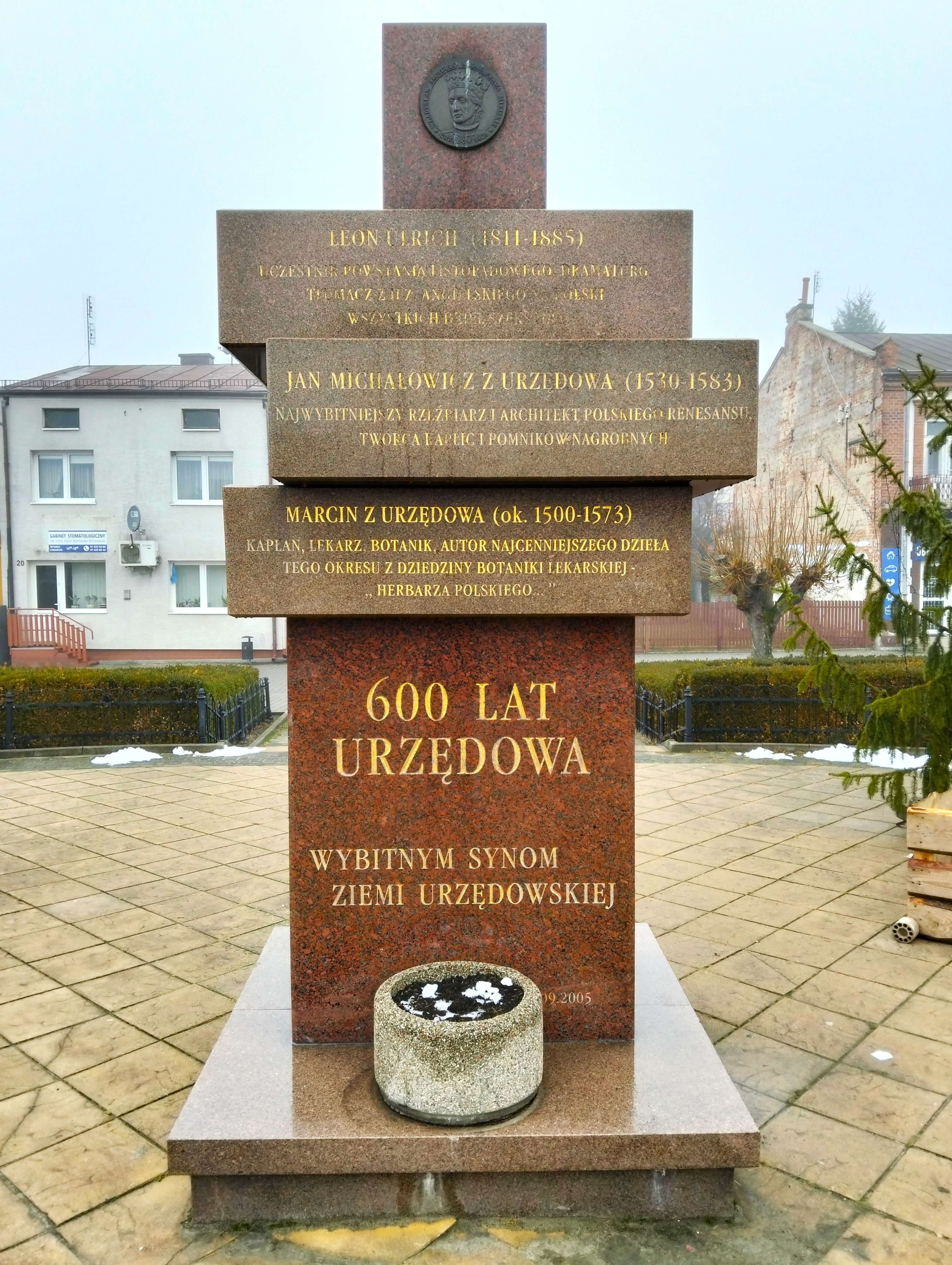
Pomnik "Wybitnym Synom Ziemi Urzędowskiej" w Urzędowie

Leon Ulrich, Ulrich de Ulrichstal, Ulrych (ur. 1811 w Urzędowie, zm. w listopadzie 1885 w Bordeaux) – polski tłumacz, znany z przekładów utworów Williama Shakespeare'a, poeta, dramaturg.
W 1828 rozpoczął studia prawnicze na Królewskim Uniwersytecie Warszawskim, poznał w tym czasie Zygmunta Krasińskiego. Po powstaniu listopadowym (w czasie którego jako podporucznik otrzymał Złoty Krzyż Orderu Virtuti Militari) wyemigrował do Francji i osiadł w Bordeaux. Tam uczył i pracował nad przekładami sztuk Shakespeare'a. Jako jedyny z polskich tłumaczy w XIX wieku przetłumaczył wszystkie dramaty Shakespeare'a. Część jego przekładów po raz pierwszy ukazała się w trzytomowej edycji Dzieła dramatyczne Williama Shakespeare (Szekspira) (1875-1877) pod redakcją Józefa Ignacego Kraszewskiego, razem z tłumaczeniami Józefa Paszkowskiego i Stanisława E. Koźmiana. Dzięki temu cała trójka stała się znana. Pełne, dwunastotomowe wydanie pojawiło się w 1895 r.
W 1835 roku napisał dramat "Powstańcy Polscy w 1833 r." traktujący o Partyzantce Zaliwskiego.